# Kulturoznawstwo
Kulturoznawstwo – dyscyplina nauk humanistycznych zajmująca się badaniem kultury, rozumianej jako aksjologiczno-normatywna sfera regulacji praktyk społecznych.

## Terminologia
Termin „kulturoznawstwo” posiada kilka znaczeń. W Polsce tradycyjnie stosowany jest na określenie:
- filozoficznej i teoretycznej refleksji nad kulturą (jako kulturą symboliczną i artystyczną, materialną oraz socjetalną)
- interdyscyplinarnych studiów humanistycznych (tzw. nauki lub wiedza o kulturze), które często kładą nacisk na wiedzę o różnych formach kultury (elitarna, popularna, cyberkultura) i kształcą przyszłych specjalistów zarządzania instytucjami kultury lub animatorów kultury.

terminem tym określa się też
- perspektywę badań nad  kulturą popularną lub kultura grup zmarginalizowanych powstałą w krajach anglosaskich (w języku angielskim oryginalnie określaną mianem cultural studies, czyli studiów kulturowych), która wywarła znaczący wpływ na całokształt współczesnej teorii kulturowej. Refleksja ta  posługuje się kategoriami takimi jak ideologia, władza, hegemonia, kolonializm, tożsamość, opór, gender, płeć kulturowa, transgresja itp.[1]

Współczesna refleksja kulturoznawcza rozszerza koncepcję samej „kultury”. „Kultura” to nie tylko tradycyjna kultura wysoka dominujących grup społeczeństwa i masowa kultura popularna, ale także codzienne znaczenia i praktyki. W istocie to właśnie te codzienne znaczenia i praktyki stały się zasadniczym przedmiotem zainteresowania kulturoznawstwa. W kontekście kulturoznawstwa, idea tekstu obejmuje nie tylko język pisany, ale także na przykład filmy, fotografię, modę czy styl fryzur. Badanie tekstów kultury tyczy się więc wszelkich znaczących wytworów kultury. Współczesne kulturoznawstwo poświęca w szczególności dużo uwagi takim zjawiskom jak kultura popularna, konsumpcjonizm czy media.
Choć kulturoznawstwo jest dyscypliną wybitnie multidyscyplinarną, a w domyśle określa się czasami „badania kulturoznawcze” jako „badania nad kulturą”, to w istocie „badania nad kulturą” stanowią znacznie szerszą dyscyplinę i ujmują w sobie oprócz podejścia kulturoznawczego także inne metodologie – na przykład badania antropologii kulturowej. Antropologia kulturowa ukierunkowana tradycyjnie na zrozumienie kultury „innego” (a więc zwrócona ku temu co egzotyczne czy ludowe) choć inspiruje i uzupełnia badania kulturoznawcze to zachowuje swoją odrębność. Odrębność zachowują też socjologiczne badania kultury, czyli tak zwana socjologia kultury, która bada nie tyle kulturę jako byt samoistny co społeczne przejawy uczestnictwa w kulturze czy relacje pomiędzy społeczeństwem a kulturą.
Współczesna refleksja kulturoznawcza wkracza jednak na teren innych dyscyplin humanistycznych tradycyjnie zarezerwowanych dla krytyków i znawców sztuki takich jak np. literaturoznawstwo czy filmoznawstwo.

## Powstanie i rozwój
Kulturoznawstwo jest stosunkowo młodą dyscypliną humanistyki (szczególnie w porównaniu z wielowiekową tradycją filozofii czy antropologią kultury i socjologią – dwiema dyscyplinami które zyskały sobie autonomię w drugiej połowie XIX w.).
Do wczesnych prekursorów sposobu myślenia obecnego w kulturoznawstwie zaliczyć można: George’a Orwella (który spostrzegł na przykład, że powieść popularna może być traktowana jako dominująca ideologia i przedstawił w Roku 1984 proroctwa na temat wzrastającej roli władzy i oddziaływania mass mediów); twórców skupionych wokół wiktoriańskiego centrum współczesnych studiów kulturowych w Londynie (publikujących prace będące nie tyle wyrazem teorii ideologii co głosem goryczy na temat sposobu życia brytyjskich robotników), a także socjologów amerykańskich skupionych wokół dwóch instytucji: powstałym w 1934 r. na Wschodnim Wybrzeżu ośrodku Williama Foote Whyte’a nazwanym Street Corner Society i uznanej szkole chicagowskiej (gdzie prowadzano badania w formie obserwacji uczestniczącej).
Dyscyplina kulturoznawstwa rozwija się jednak intensywnie dopiero od lat 70. XX wieku. Uczeni w Wielkiej Brytanii i Stanach Zjednoczonych rozwinęli nieco inne szkoły kulturoznawcze.
Szkoła brytyjska sięga swoimi korzeniami lat 50. i 60., kiedy to jej podwaliny ukształtowali E.P. Thompson, Raymond Williams a przede wszystkim uczeni związani z Centre for Contemporary Cultural Studies (tzw. szkołą z Birmingham): założyciel i pierwszy dyrektor ośrodka w Birmingham Richard Hoggart (który ukuł termin Cultural studies tłumaczony na j. polski jako Kulturoznawstwo), początkowo zastępcy dyrektora, a następnie kolejni dyrektorzy centrum Stuart Hall i Richard Johnson, a także inni uznani teoretycy związani ze szkołą: Paul Willis, Dick Heddige, Angela McRobbie, Iain Chambers i Paul Gilroy. Szkoła otwarcie prezentowała swoje polityczne, lewicowe poglądy i krytykowała kulturę popularną jako masową kulturę „kapitalistyczną”. Przejęła przy tym niektóre z idei szkoły frankfurckiej – jej krytyczne stanowisko wobec przemysłu kulturalnego.
Natomiast w Stanach Zjednoczonych kulturoznawstwo powstało na gruncie pragmatycznej, pluralistyczno-liberalnej tradycji. Amerykańska szkoła kulturoznawcza początkowo starała się przede wszystkim zrozumieć podmiotowość i zawłaszczanie zachodzące w reakcjach odbiorców kultury masowej (wskazywali na przykład na oswobodzenie jakie niosło ze sobą uczestnictwo w społeczności fanów).
Z czasem jednak zanikło zróżnicowanie pomiędzy brytyjską i amerykańską szkołą kulturoznawczą.
W Kanadzie wpływ na kulturoznawstwo wywarły idee Marshalla McLuhana i innych teoretyków, którzy uwypuklali zagadnienia związane ze społecznymi aspektami technologii. W Australii kładziono czasami duży nacisk na politykę kulturalną. W Afryce Południowej szczególną uwagę poświęcano prawom człowieka i sprawom Trzeciego Świata. Liczne kontakty ośrodka z Birmingham z Włochami zaowocowały pracami na temat włoskiej lewicowości i postmodernizmu. W Ameryce Łacińskiej natomiast powstała debata o istotności kulturoznawstwa i niektórzy badacze argumentują za potrzebą badań bardziej zorientowanych na działanie. We Francji, gdzie tradycyjnie silną pozycje posiada semiotyka (szczególnie wpływowe są publikacje Rolanda Barthes’a) kulturoznawstwo nie rozwinęło się zbyt dynamicznie. Także w Niemczech, być może z uwagi na nieustający wpływ szkoły frankfurckiej, z jej szeregiem publikacji na takie tematy jak kultura czy współczesna sztuka i muzyka.

## Stosowane podejścia i perspektywy
Niektórzy badacze, szczególnie publikujący we wczesnym okresie kulturoznawstwa brytyjskiego, opierali się na modelu Karola Marksa. W podejściu tym zawiera się pewien wpływ szkoły frankfurckiej, szczególnie marksizmu strukturalnego Louisa Althussera. W ortodoksyjnym podejściu marksistowskim uwaga skupia się na tworzeniu znaczeń. Model taki przyjmuje, że kultura tworzona jest w skali masowej a władza spoczywa w rękach tych, którzy kulturę tworzą. W świetle teorii Marksa ci, którzy kontrolują środki produkcji (i bazę ekonomiczną) w istocie kontrolują kulturę.
W innych podejściach do badań kultury, takich jak kulturoznawstwo feministyczne czy późniejszy wkład badaczy amerykańskich, uwidacznia się dystans do takiego punktu widzenia. Podejścia te krytykują marksistowskie założenie o przewadze jedynego, dominującego, podzielanego przez ogół znaczenia wytworów kultury. Ujęcia wychodzące poza marksizm wskazują, że różne sposoby konsumpcji wytworów kultury wywierają wpływ na znaczenia jakie te wytwory ze sobą niosą. Kwestionują pogląd jakoby producenci wytworów kultury kontrolowali znaczenia jakie się im przypisuje. Feministyczna badaczka kultury Griselda Pollock wniosła wkład do kulturoznawstwa prezentując spojrzenie na kulturę ujmujące perspektywę historii sztuki i psychoanalizy. Podobnie wywarła swoimi pracami duży wpływ na teorie kulturoznawcze Julija Krystewa – feministka, psychoanalityczka i teoretyk sztuki, pochodząca z Bułgarii, osadzona we francuskim kręgu kulturowym.
Podana wyżej perspektywa krytykuje więc tradycyjny punkt widzenia zakładający istnienie biernego konsumenta, szczególnie poprzez podkreślanie zróżnicowanych sposobów w jaki ludzie czytają, odbierają i interpretują teksty kultury. Zamiast tego wskazuje na to, że konsument może sobie zawłaszczyć, aktywnie odrzucić lub zakwestionować znaczenie przypisane produktom czy wytworom kultury. Takie podejście przenosi więc uwagę z produkcji na konsumpcję. Wskazuje, że to w istocie konsumpcja odgrywa najistotniejszą rolę, gdyż to właśnie sposób w jaki konsumenci konsumują produkty nadaje im znaczenia. Niektórzy teoretycy wiążą akt konsumpcji z tożsamością kulturową. Szczególnie Stuart Hall i John Fiske wywarli duży wpływ na przyjęcie takiej perspektywy badań.
Kolejne, niedawno rozwinięte podejście to kulturoznawcze badania porównawcze oparte po części na porównawczych badaniach literatury.

## Najbardziej wpływowi teoretycy
Na kształt współczesnego kulturoznawstwa szczególny wpływ wywarli:
- myśliciele niemieccy: Karol Marks, przedstawiciele niemieckiej socjologii humanistycznej – Georg Simmel i Max Weber, związani ze szkołą frankfurcką Theodor Adorno i Max Horkheimer, współpracownik tej szkoły Walter Benjamin;
- myśliciele francuscy: Roland Barthes, Michel Foucault, Jean Baudrillard i mieszkająca we Francji Julia Kristeva;
- włoski kontynuator marksizmu Antonio Gramsci (szczególnie z kluczowym pojęciem hegemonii kulturowej);
- brytyjczycy: E.P. Thompson, Raymond Williams, David Harvey a przede wszystkim uczeni związani z Centre for Contemporary Cultural Studies – Richard Hoggart, pochodzący z Jamajki Stuart Hall, a także inni uznani teoretycy związani ze szkołą: Angela McRobbie czy czarnoskóry Paul Gilroy;
- amerykańskie feministki Judith Butler i Donna Haraway, pochodzący z Palestyny Edward Said, pochodzący z Trynidadu C.L.R. James;
- a także Rosjanin Michaił Bachtin.
- Aby Warburg i Ernst Cassirer, badacze związani z kręgiem Biblioteki Kulturoznawczej Warburga w Hamburgu.
- Mieke Bal holenderska teoretyczka kultury.
- Hans Belting, W.J.T. Mitchell(inne języki), David Freedberg teoretycy tzw. „zwrotu wizualnego” pictoral turn.
- Giorgio Agamben filozof i teoretyk biopolityczności

## Krytyka dyscypliny
Harold Bloom, profesor z Uniwersytetu Yale, krytykuje przyjmowanie kulturoznawczego kształtu przez tradycyjne studia nad literaturą. Zamiast tego, jak sugeruje, akademiccy literaturoznawcy powinni badać „co literaturę piękną czyni w istocie piękną”.
Sporo zamętu i burze dyskusji nad naukowością różnorodnych prądów akademickich (w tym kulturoznawstwa) wywołał tzw. żart Sokala (chodzi o publikację fizyka Alana Sokala w piśmie naukowym Social Text poświęconym studiom kulturowym).
Znacznie poważniejsza krytyka pochodzi od francuskiego socjologa Pierre’a Bourdieu, który również publikował na tematy takie jak fotografia, muzea sztuki czy współczesna literatura. Bourdieu argumentował, że kulturoznawstwu brakuje naukowego podejścia do badań. Sam Bourdieu w swojej pracy stosował innowacyjne metody – wykorzystywał statystykę czy pogłębione wywiady. Kulturoznawstwo jest polem akademickich dociekań w znacznej mierze pozbawionym stabilnej struktury. Trudno czynić badaczy odpowiedzialnym za ich twierdzenia gdy nie ma uzgodnień co do właściwych metod czy sposobów określania poprawności.
Kulturoznawstwu zarzucano też w szczególności, że odrzuca kulturę zachodnią w imię walki o prawa lub obrony mniejszości kulturowych – innych niż ludzie biali czy pochodzących spoza świata zachodniego.
Polski badacz Andrzej Tadeusz Kijowski w swoich  Czasach kultury 1789-1989 postawił tezę, iż:  abstrahowanie pojęć kultury i sztuki [...] poprzez ekstrahowanie, swoistą destylację przedmiotu, oderwanie go od duchowych korzeni, doprowadziło w ciągu ostatnich 250 lat do swoistego kulturalnego barbarzyństwa. Kultura istnieje, lecz jedynie jako element związku – z rodziną, ojczyzną, Kościołem. Kultura nie jest resortem! twierdzi Kijowski: Choć nie ma resortu administracyjnego, który utrzyma się bez kultury. Samotna kultura umiera. Wyznawcy bożka kultury, wynosząc ją na piedestał, unifikując i globalizując, czyniąc masową, utylitarną i sprzedajną, w istocie niszczą kulturalne korzenie cywilizacji judeochrześcijańskiej.
Z drugiej strony kulturoznawcy krytykują bardziej tradycyjne dyscypliny akademickie takie jak krytyka literacka, ekonomia, socjologia, antropologia czy historia sztuki.

## Kulturoznawstwo w Polsce
W Polsce istnieje kilka ośrodków kulturoznawczych, które różnią się przyjętymi celami poznawczymi, statusem ontycznym kultury, założeniami epistemologicznymi i metodologią jej badań. Niektóre szkoły lokują kulturoznawstwo w sferze badań międzydyscyplinarnych, inne podkreślają społeczne, komunikacyjne, psychologiczne lub aksjologiczne aspekty kultury.
Pierwszy kierunek o nazwie Kulturoznawstwo został otwarty na Uniwersytecie Wrocławskim w roku 1972 z inicjatywy Stanisława Pietraszki, początkowo miał charakter studiów międzywydziałowych, następnie utworzono katedrę kulturoznawstwa. Do roku 1976 były to jedyne studia kulturoznawcze w Polsce, więc jako kierunek unikatowy cieszyły się znaczną autonomią programową, co wyrażało się m.in. marginalizacją teorii marksistowskich w programie studiów, oraz przyjęciem paradygmatu Stanisława Pietraszko o względnej autonomii kultury jako sfery aksjo-semiotycznej za podstawę wykładanych we Wrocławiu w latach 70. teorii. W 1976 roku otwarto studia kulturoznawcze na Uniwersytecie Łódzkim oraz na Uniwersytecie im. Adama Mickiewicza w Poznaniu.
Do polskich ośrodków kulturoznawczych należą:
- Instytut Kulturoznawstwa UAM w Poznaniu (profesorem emerytowanym instytutu jest jego były dyrektor Jerzy Kmita, pracują w nim m.in. Jacek Sójka i Wojciech Chyła);
- Instytut Kulturoznawstwa Uniwersytetu Wrocławskiego (pracują tu m.in. Mirosław Kocur, Renata Tańczuk, Adam Nobis, Dorota Wolska, pracowali m.in. Stefan Bednarek, Paweł Banaś i Tadeusz Szczepański);
- Instytut Kultury Współczesnej Uniwersytetu Łódzkiego (wśród pracowników m.in. Grzegorz Gazda, Jarosław Płuciennik, Anna Kuligowska-Korzeniewska, Antoni Wierzbiński, Ryszard Kluszczyński, Stefan Czyżewski, Magdalena Saryusz-Wolska);
- Pracownia Międzynarodowych Badań Kulturowych na Wydziale Studiów Międzynarodowych i Politologicznych Uniwersytetu Łódzkiego (Krzysztof Kuczyński);
- Instytut Kulturoznawstwa Katolickiego Uniwersytetu Lubelskiego Jana Pawła II na Wydziale Filozofii, specjalizujący się w badaniach nad rolą religii i sztuki w kulturze (pracowali tu m.in. prof. dr hab. Ryszard Rubinkiewicz, prof. dr hab. Edward Iwo Zieliński OMFConv.);
- Instytut Kulturoznawstwa UMCS w Lublinie (pracują tu m.in. Monika Adamczyk-Garbowska);
- Instytut Kultury Polskiej na Wydziale Polonistyki Uniwersytetu Warszawskiego (pracują w nim m.in. Roch Sulima, Anna Mikołejko, Leszek Kolankiewicz, Andrzej Mencwel, Małgorzata Szpakowska, Dorota Sajewska, Iwona Kurz);
- Instytut Nauk o Kulturze na Wydziale Filologicznym Uniwersytetu Śląskiego w Katowicach (w którym pracują m.in. Andrzej Gwóźdź, Piotr Zawojski i Tadeusz Miczka);
- na Uniwersytecie Jagiellońskim:
  - Instytut Kultury (gdzie pracują m.in. Cezary Wodziński, Jan Sowa i Piotr Marecki);
  - Katedra Antropologii Literatury i Badań Kulturowych (m.in. Ryszard Nycz, Tomasz Wojciech Majewski, Roma Sendyka, Maria Kobielska, Elżbieta Rybicka)
  - Instytut Bliskiego i Dalekiego Wschodu (m.in. prof. Karin Tomala, Leszek Korporowicz, Jerzy Zdanowski, Adam Jelonek);
  - Instytut Studiów Regionalnych (Tadeusz Paleczny, Piotr Kletowski);
  - Katedra Porównawczych Studiów Cywilizacji (założyciel: Andrzej Flis, pracują m.in. Marta Kudelska, Cezary Galewicz, Agata Świerzowska, Wojciech Klimczyk);
- Katedra Kulturoznawstwa i Folklorystyki. polonistyka.wfil.uni.opole.pl. [zarchiwizowane z tego adresu (2017-11-07)]. w Instytucie Polonistyki i Kulturoznawstwa, Uniwersytet Opolski
- Katedra Kulturoznawstwa w Instytucie Badań nad Kulturą na Wydziale Filologicznym Uniwersytetu Gdańskiego (pracują tu m.in. Michał Błażejewski, Jerzy Szyłak, Grzegorz Piotrowski i Aleksandra Wierucka, Zbyszek Dymarski);
- Instytut Polonistyki i Kulturoznawstwa Uniwersytetu Szczecińskiego (pracuje tu m.in. Piotr Urbański i Robert Cieślak);
- Instytut Kulturoznawstwa Uniwersytetu Humanistycznospołecznego SWPS (pracują tu m.in. Anna Zeidler-Janiszewska, Mirosław Filiciak, Wojciech Burszta i Wiesław Godzic);
- Wydział Humanistyczny Akademii Górniczo-Hutniczej (pracują tu m.in. Zbigniew Pasek, Katarzyna Skowronek)
- Instytut Kulturoznawstwa na Wydziale Filozoficznym Akademii Ignatianum w Krakowie (gdzie pracują m.in. Tomasz Gąsowski, Stanisław Tadeusz Sroka, Dariusz Rott, Józef Ruszar i Monika Rasiewicz, Leszek Zinkow).

Studia kulturoznawcze poza rozwijaniem teorii kultury oferują najczęściej w swoim programie kursy językoznawstwa, semiotyki, psychologii, socjologii, antropologii, religioznawstwa, politologii, filozofii nauki, aksjologii, historii sztuki czy techniki, muzykologii oraz medioznawstwa, filmoznawstwa itp.